# Hegyesfarkú sárszalonka

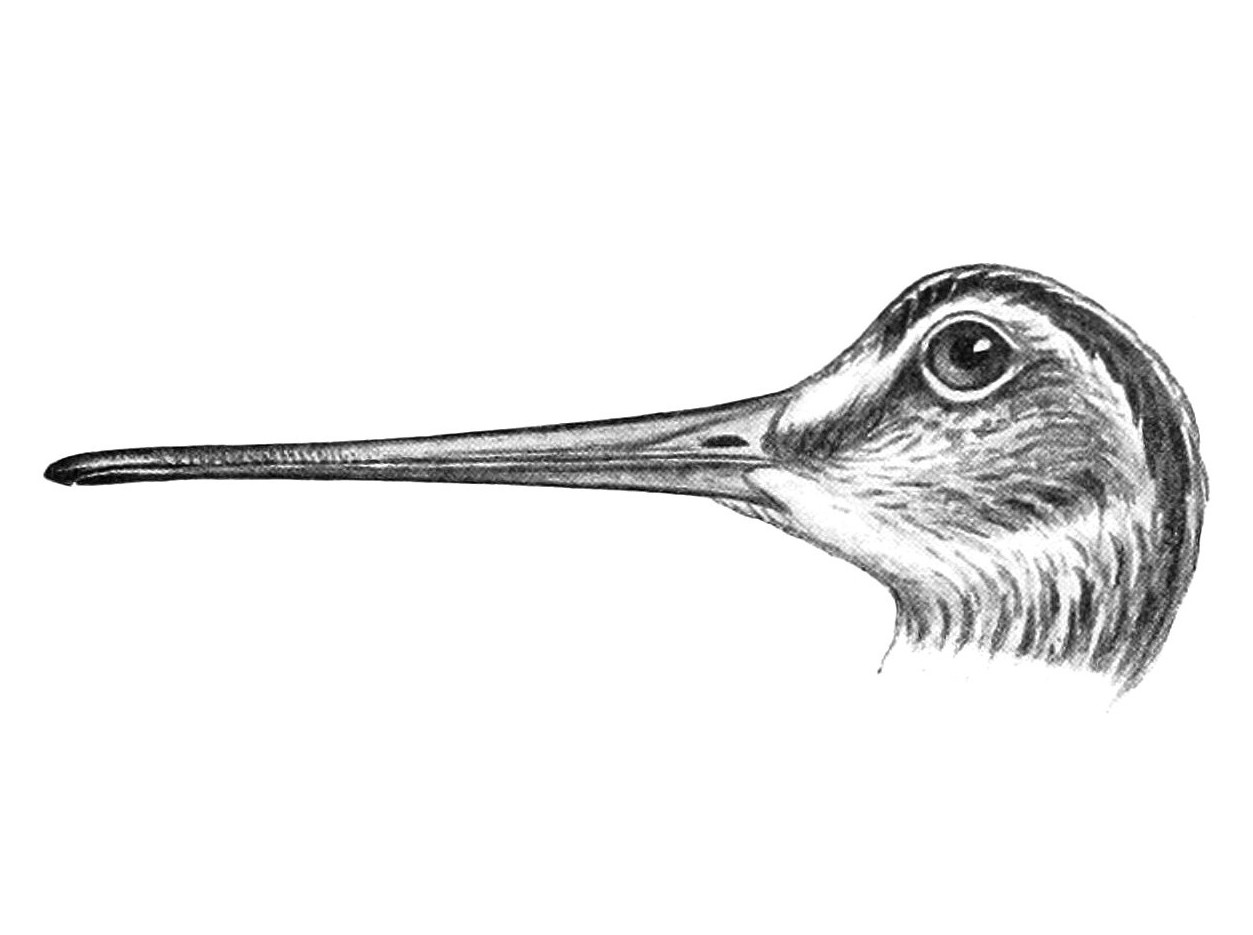

A hegyesfarkú sárszalonka (Gallinago stenura) a madarak osztályának lilealakúak (Charadriiformes) rendjébe, ezen belül a szalonkafélék (Scolopacidae) családjába tartozó faj.

## Rendszerezése
A fajt Charles Lucien Jules Laurent Bonaparte  francia természettudós írta le 1831-ben, a Scolopax nembe Scolopax stenura néven.

## Előfordulása
Oroszország, Banglades, Brunei, Dél-Korea, Észak-Korea, a Fülöp-szigetek, Kambodzsa, Kína, a Kókusz (Keeling)-szigetek, Hongkong, India, Indonézia, Japán, Kazahsztán, Laosz, Malajzia, a Maldív-szigetek, Mongólia, Mianmar, Nepál, Omán, Pakisztán,  Szingapúr, Srí Lanka, Tajvan, Thaiföld, Vietnám és az Amerikai Egyesült Államok területén honos.
A természetes élőhelye tűlevelű erdők, tundrák és cserjések, szubtrópusi és trópusi elárasztott legelők, valamint folyók és patakok környéke. Vonuló faj.

## Megjelenése
Testhossza 25-27 centiméter, testtömege 84-182 gramm.
|  |

## Életmódja
Puhatestűekkel, rovarokkal és azok lárváival, földigilisztákkal, esetenként rákfélékkel, magvakkal és más növényi anyagokkal táplálkozik.

## Természetvédelmi helyzete
Elterjedési területe rendkívül nagy, ezért a Természetvédelmi Világszövetség Vörös listáján nem fenyegetett kategóriában szerepel.